# Xerraire modest
El xerraire modest (Trochalopteron subunicolor) és un ocell de la família dels leiotríquids (Leiothrichidae).

## Hàbitat i distribució
Habita boscos i matolls dels Himàlaies al nord-est de l'Índia des del centre de Nepal cap a l'est fins Arunachal Pradesh, sud-est del Tibet, nord-est de Myanmar, sud-oest de la Xina a l'oest de Yunnan i nord del Vietnam al nord-oest de Tonquín.